# آسیاب‌آبی توده
آسیاب آبی توده مربوط به دوره ایلخانی است و در ندوشن، محله علیا واقع شده و این اثر در تاریخ ۲۶ اسفند ۱۳۸۶ با شمارهٔ ثبت ۲۲۱۳۵ به‌عنوان یکی از آثار ملی ایران به ثبت رسیده است.